# Flugunfall der LOT bei Tuszyn
Ein Flugunfall der LOT ereignete sich am 15. November 1951 bei Tuszyn, als eine Lissunow Li-2 der Polskie Linie Lotnicze LOT nach einem Triebwerksausfall abstürzte. An der Maschine hatten sich vor dem Abflug bereits technische Mängel ergeben. Der Kapitän weigerte sich daraufhin, mit der Lissunow zu fliegen, wurde jedoch unter Androhung von Gewalt dazu gezwungen. Kurz nach dem Start, in nur 16 Kilometern Entfernung vom Flughafen, stürzte die Lissunow ab. Bei dem Unfall starben alle 16 Insassen der Maschine. Es handelte sich um den ersten tödlichen Zwischenfall der LOT nach Ende des Zweiten Weltkrieges.

## Maschine
Das Flugzeug war eine 1943 gebaute Lissunow Li-2, die ursprünglich für die sowjetischen Luftstreitkräfte gebaut worden war. Nach Kriegsende, im Jahr 1945, erhielten die polnischen Luftstreitkräfte das Flugzeug sowie 9 weitere baugleiche Maschinen, die sie an die Polskie Linie Lotnicze LOT übergaben. Bei der LOT erfolgte der Umbau in eine zivil nutzbare Li-2. Bei diesem Flugzeugtyp handelte es sich um einen sowjetischen Lizenznachbau der Douglas DC-3. Die Maschine trug das Luftfahrzeugkennzeichen SP-LKA und die Werknummer 18438505. Sie wurde von zwei luftgekühlten 9-Zylinder-Sternmotoren vom Typ M-62IR angetrieben.

## Passagiere und Besatzung
Den Flug von Łódź nach Kraków hatten 12 Passagiere und 4 Besatzungsmitglieder angetreten. Kapitän war der 33-jährige Marian Buczkowski, der Vater des polnischen Schauspielers Zbigniew Buczkowski. Der Erste Offizier war Hieronim Bakalus. Außerdem befanden sich zwei Flugbegleiter an Bord.

## Flugverlauf
Die Lissunow Li-2 befand sich auf einem Inlandsflug von Szczecin nach Kraków. Der Flug sollte sich aus drei Flugabschnitten zusammensetzen, wobei zwei planmäßige Zwischenstopps in Poznań und Łódź vorgesehen waren. Die Maschine konnte sicher auf beiden Flughäfen landen und wurde für den Weiterflug zum letzten Flugabschnitt vorbereitet.

## Unfallhergang
Wenige Minuten nach dem Start vom Flughafen Łódź erlitt die Lissunow einen Triebwerkschaden, woraufhin es zu einem Strömungsabriss kam. Bei Tuszyn verfing sich die Maschine in Stromleitungen, stürzte auf ein Feld und ging in Flammen auf. Alle 16 Insassen kamen ums Leben.

## Ursache
Als offizielle Unfallursache wurde schlechtes Wetter mit niedrig hängenden Wolken und Nebel sowie ein Pilotenfehler angegeben.
Laut Recherchen von Journalisten, die einen Augenzeugen der Vorfälle am Flughafen Łódź interviewten, seien die Umstände, die zu dem Absturz geführt hatten, andere gewesen: An der Maschine hätten sich demnach vor der Ankunft in Łódź bereits technische Mängel ergeben. Kapitän Buczkowski habe nach der Zwischenlandung gegen 9 Uhr darauf hingewiesen, dass es Probleme mit einem Triebwerk gebe und sich geweigert, mit der Lissunow weiterzufliegen, da er die Leben der Passagiere nicht gefährden wollte. Daraufhin habe ein Offizier des Ministeriums für Öffentliche Sicherheit den Aufenthaltsraum der Piloten betreten und Buczkowski als imperialistischen Reaktionär und sein Verhalten als Provokation bezeichnet. Er habe betont, dass ein ranghoher Angehöriger seiner Behörde dringend nach Krakau gelangen müsse und dem Kapitän vorgeworfen, mit Piloten der westlichen Royal Air Force befreundet zu sein. Als Kapitän Buczkowski noch einmal in Ruhe betonte, dass er nicht fliegen werde, da er die Leben seiner Passagiere nicht gefährden wolle, habe der Offizier seine Pistole gezogen. Er habe sie dem Kapitän an den Kopf gesetzt, entsichert und ihn vor die Wahl gestellt, die Maschine zu fliegen oder erschossen zu werden. Buczkowski habe daraufhin den Ersten Offizier Bakalus gebeten, den Rest der Besatzung zu versammeln und habe angekündigt, dass man nach Krakau weiterfliegen werde. Der Kapitän sei daraufhin widerwillig in die Maschine wieder eingestiegen.

## Gedenken
Am 27. November 2010 wurde am Ort des Absturzes ein Obelisk errichtet, um Kapitän Buczkowski, der Besatzung und der Passagiere zu gedenken. An der Einweihung des Denkmals nahmen unter anderem der Sohn des Piloten, Zbigniew Buczkowski, seine beiden Brüder Waldemar und Marian sowie Vertreter der Polskie Linie Lotnicze LOT teil.